# Bolivaritettix circinihumerus
Bolivaritettix circinihumerus är en insektsart som beskrevs av Zheng, Z. 2003. Bolivaritettix circinihumerus ingår i släktet Bolivaritettix och familjen torngräshoppor. Inga underarter finns listade i Catalogue of Life.